# كينيث دورهام
كينيث دورهام (بالإنجليزية: Kenneth Durham)‏ هو بروفيسور بريطاني، ولد في 1954، وتوفي في 6 أغسطس 2016.